# سیستم/۳۲ آی‌بی‌ام
سیستم/۳۲ آی‌بی‌ام که در ژانویه ۱۹۷۵ معرفی شد یک کامپیوتر میان رده با صفحه نمایش داخلی، درایوهای دیسک، چاپگر و نرم‌افزار گزارش پایگاه داده بود. این دستگاه در درجه اول توسط مشاغل کوچک تا متوسط برای برنامه‌های حسابداری استفاده می‌شد. آی‌بی‌ام آرپی‌جی زبان برنامه‌نویسی اصلی برای این ماشین بود.

## بررسی اجمالی

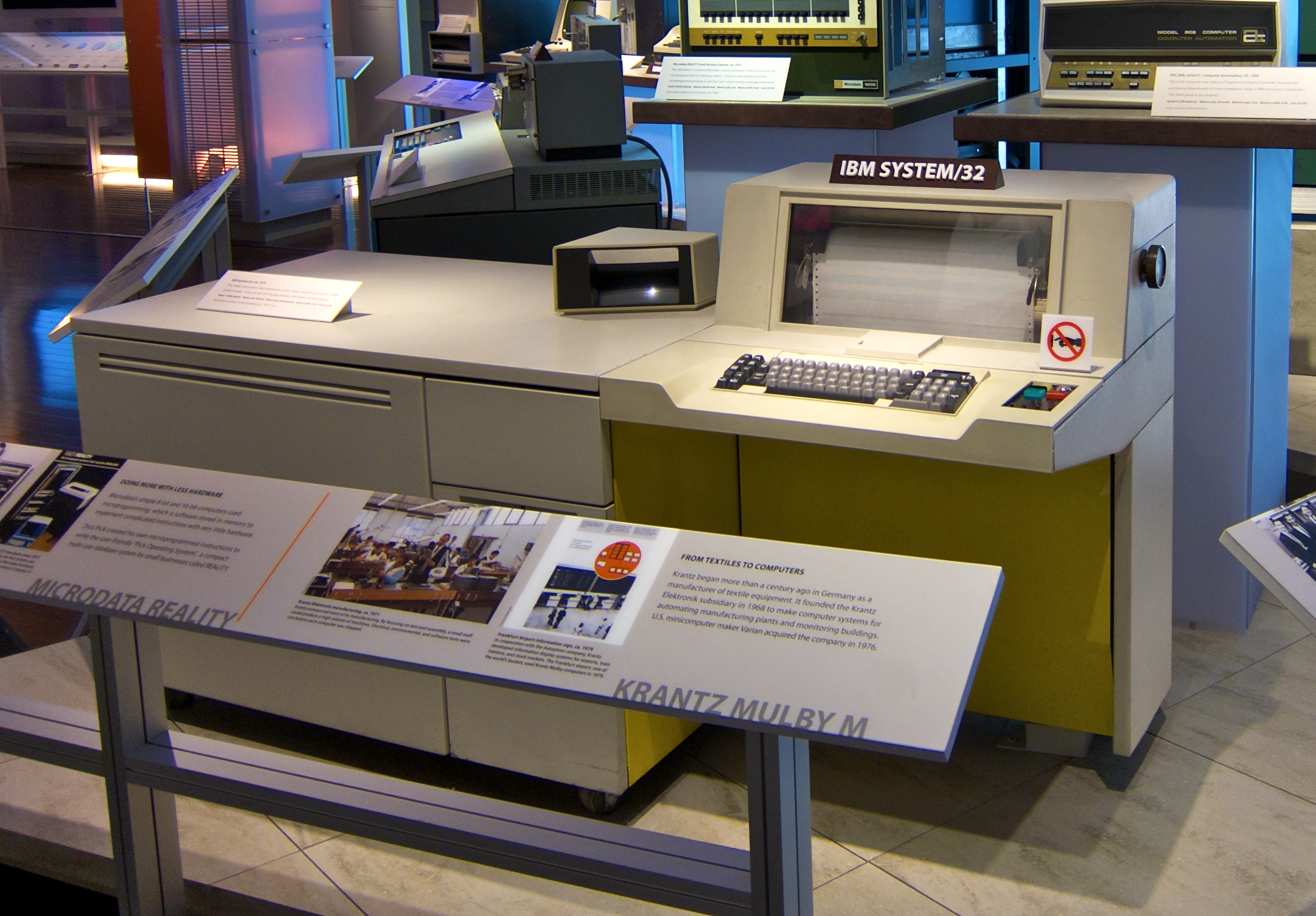
IBM System/32 در موزه تاریخ کامپیوتر

دستگاه ۱۶ بیتی تک کاربره System/32 که با نام IBM 5320 نیز شناخته می‌شود، در سال ۱۹۷۵ معرفی شد و جانشین مدل ۶ سیستم IBM System/3 در خط کامپیوترهای میان رده شرکت IBM شد. شرکت IBM آن را به عنوان «اولین سیستمی که سخت‌افزار و نرم‌افزار کاربردی جامع را در خود جای داده‌است» توصیف کرد. نیویورک تایمز System/32 را به عنوان «کامپیوتری جمع و جور برای کاربرانی بدون تجربه برنامه‌نویسی یا با تجربه برنامه‌نویسی کم» توصیف کرد. در کمتر از ۴۰ ماه، «System/32 از IBM System/3 به عنوان پراستفاده‌ترین کامپیوتر IBM پیشی گرفت.»
این کامپیوتر شبیه یک میز اداری بزرگ با نمایشگر بسیار کوچک شش خط در چهل کاراکتر و صفحه کلیدی شبیه به سوراخ کننده کاغذ شرکت IBM بود. System/32 که ظاهری شبیه به یک میز کامپیوتر داشت، پس از معرفی در سال ۱۹۷۵ به اقتباس از برنامه تلویزیونی محبوب ایالات متحده در آن زمان، The Six Million Dollar Man (مرد بیونیک)، به "میز Bionic" معروف شد. System/32 دارای یک چاپگر داخلی بود که هنگام نشستن مستقیماً رو به روی اپراتور قرار می‌گرفت و می‌توانست گزارش‌ها، یادداشت‌ها، صورت‌حساب‌ها، برچسب‌های آدرس و غیره را چاپ کند.
System/32 در ۷ ژانویه ۱۹۷۵ معرفی شد و در ۱۷ اکتبر ۱۹۸۴ تولید آن متوقف شد. مهاجرت به سیستم IBM/34 به‌طور کلی روند ساده ای داشت زیرا کد منبع سازگار بود و تنها نیاز بود برنامه‌ها مجدداً کامپایل شوند.

## پردازنده
System/32 دارای یک پردازنده ۱۶ بیتی با زمان چرخه ۲۰۰ نانوثانیه بود که به عنوان CSP (Control Storage Processor) شناخته می‌شد. در حالی که System/3 از یک پردازنده سیم کشی شده استفاده می‌کرد، System/32 مجموعه دستورالعمل System/3 را در قالب میکروکد پیاده‌سازی می‌کرد. پردازنده System/32 از فرمت میکروکد عمودی استفاده می‌کرد که هر ریزدستورالعمل ۱۶ بیت از حافظه کنترلی را اشغال می‌کرد. ۱۹ آپکد ریزدستورالعمل مختلف برای این دستگاه وجود داشت، با این حال ریزدستورالعمل‌های خاصی بسته به اینکه کدام بیت در بقیه دستورالعمل‌های کوچکتر تنظیم شده بودند، می‌توانستند عملیات‌های متفاوتی را انجام دهند به طوری که حدود ۷۰ عملیات مجزا به صورت همزمان در دسترس بود. مجموعه ای اختیاری از دستورالعمل‌های علمی نیز در دسترس بود که برای پشتیبانی از کامپایلر فرترن با پشتیبانی از محاسبات ممیز شناور در میکروکد وجود داشت. برخی از مهندسان IBM، از جمله گلن هنری و فرانک سولتیس، با توجه به تاریخچه این دستگاه، میکروکد System/32 را شبیه به مجموعه دستورالعمل‌های یک رایانه کم‌دستور توصیف کرده‌اند.
عملکرد شبیه‌سازی System/3 ضعیف بود، که همین امر باعث شد IBM بخش‌های حیاتی عملکرد سیستم‌عامل SCP را مستقیماً در میکروکد پیاده‌سازی کند. سیستم‌های بعدی System/34 و System/36 این مشکل را با استفاده از دو پردازنده مختلف برطرف کردند - معماری System/32 CSP منحصراً برای سیستم عامل، کنترل ورودی/خروجی و کد ممیز شناور استفاده می‌شد، در حالی که کد کاربر روی پردازنده حافظه اصلی(MSP) اجرا می‌شد که مجموعه دستورالعمل‌های System/3 را مستقیماً در سخت‌افزار، بدون استفاده از میکروکد، پیاده‌سازی کرد. استفاده از میکروکد برای پیاده‌سازی شبیه‌سازی مجموعه دستورالعمل‌ها و همچنین اجزای سیستم عامل حیاتی، تأثیر بسزایی بر روی طراحی لایه‌های میکروکد در System/38 بعدی داشت.

## حافظه و ذخیره‌سازی
این دستگاه ۱۶، ۲۴ یا ۳۲ کیلوبایت حافظه اصلی و ۴ یا ۸ کیلوبایت حافظه کنترلی داشت. حافظه کنترلی بیشتر یک گزینه اضافی و اختیاری بود و برای پشتیبانی از دستورالعمل‌های علمی مورد نیاز بود.
یک هارد دیسک در یکی از سه اندازه زیر موجود بود:
- ۵ مگابایت
- ۹ مگابایت
- ۱۳ مگابایت

این سیستم شامل یک درایو فلاپی هشت اینچی بود که می‌توانست فلاپی‌های خانواده IBM 3740 را نیز بخواند.
فقط یک طرف فلاپی دیسکت 77Track استفاده می‌شد. هر Track دارای ۲۶ بخش ۱۲۸ بایتی بود. بعدها یک قالب توسعه یافته توسط IBM ارائه شد و اجازه قرارگیری ۵۱۲ بایت در هر بخش را می‌داد. با این حال، این به یک فلاپی ۸ اینچی رسید که کمتر از یک سوم مگابایت را در خود جای می‌داد.

## اپراتور System/32
هنگام فشردن کلیدهای داده‌های ورودی، اپراتور نمایش کاراکترها را مشاهده می‌کرد که در آن زمان درمورد خانواده IBM 3740 برای ورود داده به رسانه فلاپی دیسک نیز رایج بود.
برای به کار انداختن System/32 به متخصص کامپیوتر نیازی نبود.

## نرم‌افزار سیستم
برخی از اصطلاحات مرتبط با نرم‌افزار System/32 عبارتند از:
- SCP (System Control Program) که سیستم عامل System/32 می‌باشد.[۱۱]
- (SEU (Source Entry Utility، ویرایشگری برای برنامه‌نویسی،
- (DFU (Data File Utility، پرس‌وجو گر و تولیدکننده گزارش،[۱۲]
- OCL زبان کنترل عملیات‌ها و زبان خط فرمان،
- #LIBRARY (دایرکتوری یا پارتیشن دیسکی که کد اجرایی در آن ذخیره شده‌است).

### عکس‌ها
- سیستم/۳۲
- نمای جلوی S/32 با یک پنل باز
- نمای عقب S/32 با هر دو پنل باز
- تصویر بزرگ IBM 5320